# Partidul Muncii din Israel
Partidul Muncii din Israel (în ebraică: מפלגת העבודה הישראלית, Mifleghet haAvodá haIsraelit, iar pe scurt: העבודה, HaAvodá) este un partid social-democrat și sionist. Este membru al Alianței Progresiste și observator al Partidului Socialist European. Actualmente (în 2024) președintele Partidului Muncii din Israel este Yair Golan. Sub conducerea sa, partidul s-a unit cu partidul liberal de stânga Meretz, care la alegerile din 2022 nu a trecut baremul necesar pentru a intra în Knesset. Partidul a făcut parte din Internaționala Socialistă până în 2020, când s-a retras în semn de protest deoarece Internaționala a adoptat politica Boicot, dezinvestiții și sancțiuni împotriva statului israelian.

## Alte denumiri
În cursul existenței sale, formațiile politice care au compus Partidul Muncii din Israel  sau blocurile pe care le-a format cu alte partide au cunoscut diferite denumiri:
1. predecesorii săi au fost între 1930-1968  partidele Mapai (Partidul Muncitorilor din Eretz Israel) și Ahdut Haavodá (Uniunea Muncii) din 1930 până în 1970
2. Partidul Muncii a constituit în 1969 blocul HaMaarakh prin alianța cu partidul Mapam (Partidul Unit al Muncitorilor)
3. Mifleghet HaAvodá sau pe scurt HaAvodá, denumirea în vigoare, începând din anul 1968
4. Partidul Muncii a format mișcarea Israel 1 prin asocierea cu micile partide Gesher și Meimad, din 1999 până în 2001.

## Descriere
Partidul Muncii din Israel  a făcut parte până în 2020 din Internaționala Socialistă. Deține 19 locuri în Knesset. În trecutul recent, până în 1977, a dominat viața politică israeliană. De atunci, Likud, iar apoi, pentru câțiva ani partidul numit Kadima au deținut un loc pregnant în viața politică a Israelului. Partidul Muncii din Israel a fost partener în coaliția la putere condusă de partidul Kadima.

## Câțiva membri iluștri
- Ygal Allon
- Haim Arlozoroff
- Ehud Barak
- David Ben Gourion
- Moshé Dayan
- Abba Eban
- Levi Eshkol
- Berl Katznelson
- Haïm Herzog
- Golda Meir
- Shimon Peres
- Yitzhak Rabin
- Pinchas Sapir
- Moshé Sharett
- Itzhak Tabenkin

## Conducătorii succesivi ai Partidului Mapai (Partidul Muncitorilor din Eretz Israel)
1. David Ben Gurion 1948-1963
2. Levi Eshkol 1963-1968

## Conducători ai partidului Ahdut Haavoda-Poalei Tzion  1954-1968
- Itzhak Tabenkin
- Igal Alon
- Itzhak Ben Aharon, secretar
- Israel Bar Yehuda, secretar

## Conducătorii succesivi ai Partidului Muncii din Israel, după 1968
1. Levi Eshkol   1968-1969
2. Golda Meir 1969-1974
3. Yitzhak Rabin 1974-1977
4. Shimon Peres 1977-1992
5. Yitzhak Rabin 1992-1995
6. Shimon Peres 1995-1997
7. Ehud Barak 1997-2001
8. Binyamin Ben Eliezer 2001-2002
9. Amram Mitzna 2002-2003
10. Shimon Peres 2003-2005
11. Amir Peretz 2005-2007
12. Ehud Barak 2007 - 2011
13. Michael Harish (provizoriu) 2011
14. Sheli Yefimovich 2011 - 2013
15. Itzhak Herzog   2013-2017
16. Avi Gabbay  2017- 2021
17. Merav Michaeli  2021 - 2024
18. Yair Golan  2024 -